# Tullio Bozza
Tullio Bozza (Nápoly, 1891. február 3. – Nápoly, 1922. február 13.) olimpiai bajnok olasz párbajtőrvívó.